# Estación de Nancy-Ville
La estación de Nancy-Ville (en francés : Gare de Nancy-Ville) es la principal estación ferroviaria de la ciudad de Nancy, Meurthe-et-Moselle, Francia. Fue inaugurada el 10 de julio de 1850, siendo entonces una estación provisional de madera. El edificio actual fue completado en 1856 y su arquitecto es Charles-François Chatelain, aunque ha sido ampliada en varias ocasiones.
La estación se encuentra situada en la línea ferroviaria París-Estrasburgo y está comunicada por trenes de alta velocidad con ambas ciudades, y por trenes regionales con París, Épinal, Metz, Estrasburgo y Dijon.